# 494 Virtus
494 Virtus è un asteroide della fascia principale del diametro medio di circa 85,52 km. Scoperto nel 1902, presenta un'orbita caratterizzata da un semiasse maggiore pari a 2,9885646 UA e da un'eccentricità di 0,0568987, inclinata di 7,07515° rispetto all'eclittica.
Il suo nome è dedicato alla dea romana Virtus, personificazione della virtù, figlia di Veritas.